# Convent Deutscher Korporationsverbände
Der Convent Deutscher Korporationsverbände (CDK) ist eine seit 1951 bestehende übergreifende Arbeitsgemeinschaft von aktiven Korporationsverbänden. Er vertritt heute nach eigenen Angaben nur noch die Interessen von drei oder vier Korporationsverbänden (Stand Januar 2017).

## Struktur
Die Aufgaben des CDK bestehen darin, Fragestellungen und Probleme der Mitgliedsverbände und des deutschen Korporationswesens im Allgemeinen gemeinsam zu lösen, die Interessen seiner Mitgliedsverbände gegenüber der Öffentlichkeit – Hochschulen, Wirtschaft und Staat – zu vertreten und zwischen den Verbänden zu vermitteln. Insbesondere der Informationsaustausch zwischen den Verbänden liegt in seinem Aufgaben- und Interessensgebiet. Im Juli 2010 wurde über die Auflösung des CDK nachgedacht, aber letztendlich im Dezember 2010 abgelehnt. 

## Mitgliedsverbände
Alle Mitgliedsverbände des CDK werden vom Lebensbund-, dem Conventsprinzip und dem akademischen Prinzip getragen und pflegen überliefertes studentisches Brauchtum. Der CDK steht selbständig neben dem Convent Deutscher Akademikerverbände (CDA) und wird von diesem in jeder Hinsicht unterstützt. Er war Mitglied der Arbeitsgemeinschaft akademischer Verbände (AaV).
- Deutsche Gildenschaft (DG, 3 Mitgliedskorporationen[3])
- BDIC – Korporationsverband an Deutschen Hochschulen (BDIC, 16 Mitgliedskorporationen[4])
- Neue Deutsche Burschenschaft (NeueDB, 8 Mitgliedskorporationen[5])
- Wernigeroder Jagdkorporationen Senioren-Convent (WJSC)